# Tannou-Gola
Tannou-Gola est un arrondissement du département du Couffo au Bénin.

## Géographie
Tannou-Gola est une division administrative sous la juridiction de la commune de Toviklin,.

## Démographie
Selon le recensement de la population effectué par l'Institut National de la Statistique Bénin en 2013, Tannou-Gola compte 8 865 habitants pour une population masculine de 4 222 contre 4 643 de femmes pour un ménage de 1 804.